# Outgrow
Albums de BoA
Shine We Are!
(2005) Made in Twenty (20)
(2007)
Singles
Outgrow est le 4e album original japonais de BoA. L'album paraît en 2 éditions : une édition limitée comprenant un CD et un DVD et une édition classique avec seulement un CD. Le DVD contient 5 clips vidéos. Il atteint la 1re place du classement de l'Oricon et reste classé 24 semaines pour un total de 427 871 exemplaires vendus.

## Liste des titres
| 1.  | Silent Screamerz                   | 3:29 |
| 2.  | Do the Motion                      | 4:13 |
| 3.  | Kimi no Tonari de (キミのとなりで) | 5:08 |
| 4.  | Outgrow ~Ready Butterfly~          | 3:20 |
| 5.  | Make a Secret                      | 4:47 |
| 6.  | Everlasting                        | 5:24 |
| 7.  | Long Time No See                   | 3:56 |
| 8.  | Cosmic Eyes                        | 3:39 |
| 9.  | Dakishimeru (抱きしめる)           | 3:48 |
| 10. | Love Is Just What You Can't See    | 5:06 |
| 11. | Stay My Gold                       | 5:30 |
| 12. | Soundscape                         | 4:11 |
| 13. | With U                             | 3:58 |
| 14. | First Snow (Bonus Track)           | 4:22 |

| 1. | Do the Motion (video clip)            |  |
| 2. | Make a Secret (video clip)            |  |
| 3. | Dakishimeru (video clip) (抱きしめる) |  |
| 4. | Everlasting (video clip)              |  |
| 5. | Making & Off-Shot                     |  |